# Niphates cavernosa
Niphates cavernosa är en svampdjursart som beskrevs av Michelle Kelly-Borges och Patricia R. Bergquist 1988. Niphates cavernosa ingår i släktet Niphates och familjen Niphatidae.
Artens utbredningsområde är Papua Nya Guinea. Inga underarter finns listade i Catalogue of Life.